# Ed Gale
Ed Gale (Plainwell, 23 agosto 1963 – Los Angeles, 27 maggio 2025) è stato un attore statunitense.

## Biografia
Affetto da nanismo (era alto solo 103 centimetri), Gale divenne noto soprattutto per aver interpretato il ruolo di Howard il papero nell'omonimo film e Chucky nel film La bambola assassina.
Interpretò inoltre i Dink nel film Balle Spaziali.
Morì nel 2025, a 61 anni, in un hospice di Los Angeles.

## Controversie
Nell'aprile 2023 Gale fu accusato da un gruppo online chiamato Creep Catchers Unit di aver sollecitato al sesso alcuni minorenni contattandoli tramite il suo cellulare ma alla fine fu dichiarato innocente per mancanza di prove.

## Filmografia parziale

### Cinema
- Howard e il destino del mondo (Howard the Duck), regia di Willard Huyck (1986)
- Balle spaziali (Spaceballs), regia di Mel Brooks (1987)
- Fantasmi II (Phantasm II), regia di Don Coscarelli (1988)
- La bambola assassina (Child's Play), regia di Tom Holland (1988)
- Chopper Chicks in Zombietown, regia di Dan Hoskins (1989)
- Un mitico viaggio (Bill and Ted's Bogus Journey), regia di Peter Hewitt (1991)
- Dolly Dearest - La bambola che uccide (Dolly Dearest), regia di Maria Lease (1991)
- Mowgli - Il libro della giungla (The Jungle Book), regia di Stephen Sommers (1994)
- Fratello, dove sei? (O Brother, Where Art Thou?), regia di Joel ed Ethan Coen (2000)
- Le avventure di Rocky e Bullwinkle (The Adventures of Rocky & Bullwinkle), regia di Des McAnuff (2000)
- Tiptoes, regia di Matthew Bright (2003)
- Polar Express, regia di Robert Zemeckis (2004) - voce

### Televisione
- Dinosauri tra noi
- Baywatch - Episodio Un padre speciale 5×06 (1994)

## Doppiatori italiani
- Vittorio Stagni in Howard e il destino del mondo
- Dario Penne in Tiptoes